# بريان سرقسطة
بريان سرقسطة مارتينيز (25 أبريل 2001) هو لاعب كرة قدم إسباني، يلعب كجناح في نادي غرناطة.

## روابط خارجية
- بريان سرقسطة على موقع الاتحاد الأوربي (الإنجليزية)
- بريان سرقسطة على موقع قاعدة بيانات كرة القدم.إي يو (الإنجليزية)
- بريان سرقسطة على موقع ناشيونال فوتبول تيمز (الإنجليزية)
- بريان سرقسطة على موقع Soccerway.com (الإنجليزية)
- بريان سرقسطة على موقع عالم كرة القدم.نت (الإنجليزية)